# CSKA Kijów
CSKA Kijów (ukr. Футбольний клуб «Центральний Спортивний Клуб Армії-Київ», Futbolnyj Kłub „Centralnyj Sportywnyj Kłub Armiji-Kyjiw”) – ukraiński klub piłkarski, mający siedzibę w mieście Kijów, w stolicy kraju. Obecnie występuje w amatorskich Mistrzostwach Kijowa w piłce nożnej mężczyzn.

## Historia
Chronologia nazw:
- 1934: UWO Charków (ukr. УВО [Український Військовий Округ] Харків)
- lipiec 1934: UWO Kijów (ukr. УВО Київ)
- 1936: UBCzA Kijów (ukr. УБЧА [Український Будинок Червоної Армії] Київ)
- 1941: klub rozwiązano
- 1946: BO Kijów (ukr. БО [Будинок Офіцерів] Київ)
- 1947: OBO Kijów (ukr. ОБО [Окружний Будинок Офіцерів] Київ)
- 1948: BO Kijów (ukr. БО Київ)
- 1954: OBO Kijów (ukr. ОБО Київ)
- 1957: OSK Kijów (ukr. ОСК [Окружний Спортивний Клуб] Київ)
- 1957: SKWO Kijów (ukr. СКВО [Спортивний Клуб Військового Округу] Київ)
- 1960: SKA Kijów (ukr. СКА [Спортивний Клуб Армії] Київ)
- 1972: drużyna m. Czernihów (ukr. команда м. Чернігова)
- 1972: SK Czernihów (ukr. СК [Спортивний Клуб] «Чернігів»)
- sierpień 1976: SKA Kijów (ukr. СКА Київ)
- 1992: ZS-Orijana Kijów (ukr. «ЗС-Оріяна» Київ)
- 21 maja 1993: CSK ZSU Kijów (ukr. ЦСК ЗСУ [Центральний Спортивний Клуб Збройних Сил України] Київ)
- 1994: CSKA Kijów (ukr. «ЦСКА» [Центральний Спортивний Клуб Армії] Київ)
- 1995: CSKA-Borysfen Kijów (ukr. «ЦСКА-Борисфен» Київ)
- 1997: CSKA Kijów (ukr. ЦСКА Київ)
- 2002: CSKA-2 Kijów przemianowano na CSKA Kijów (ukr. ЦСКА Київ)
- 2009: klub rozwiązano
- 2019: CSKA Kijów (ukr. ЦСКА Київ)

Klub UWO Charków (Ukraiński Wojskowy Okręg) został założony w Kijowie w 1934 roku i reprezentowała radzieckie wojsko stacjonujące w Ukraińskiej SRR. W lipcu 1934 roku drużyna przeniosła się do Kijowa i przyjęła nazwę UWO Kijów. Po ataku Niemiec na ZSRR klub został rozwiązany.
Po zakończeniu II wojny światowej klub został w 1946 odrodzony jako BO Kijów (Budynek Oficerów). Do 1960 roku drużyna często zmieniała nazwy: OBO Kijów (Okręgowy Budynek Oficerów), OSK Kijów (Okręgowy Sportowy Klub), SKWO Kijów (Sportowy Klub Wojskowego Okręgu).
W 1947 zespół debiutował w rozgrywkach strefy Ukraińskiej SRR Wtoroj Gruppy Mistrzostw ZSRR, w której występował do 1958 roku z przerwą w latach 1950-1951.
Od 1960 roku drużyna nazywała się SKA Kijów (Sportowy Klub Armii), a od 1961 regularnie brała udział w Mistrzostwach ZSRR. W latach 1972–1976 drużyna reprezentowała miasto Czernihów, dlatego nazywała się SK Czernihów. Ale w sierpniu 1976 roku klub powrócił do Kijowa i przywrócił poprzednią nazwę SKA Kijów. Drużyna reprezentowała Kijowski Okręg Wojskowy.
Za czasów komunizmu klub nie odnosił znacznych sukcesów. Rok 1952 przyniósł zespołowi awans do półfinału Pucharu ZSRR.
W 1992 roku stołeczny zespół rozpoczął ligowe rozgrywki w ukraińskiej Pierwszej lidze (D2), jednak spadł do niższej ligi. W sezonie 1992/93 klub z nową nazwą ZS Orijana Kijów występował w Drugiej lidze (D3) i ponownie został zdegradowany. 21 maja 1993 roku klub zmienił nazwę na CSK ZSU Kijów (Centralny Sportowy Klub Zbrojnych Sił Ukrainy). W sezonie 1993/94 klub występował w Przejściowej lidze (D4).
W środku sezonu 1994/95 na bazie boryspolskiego klubu FK Boryspol, który występował w Pierwszej lidze, z udziałem Ministerstwa Obrony Ukrainy oraz struktur komercyjnych założono klub CSKA-Borysfen Boryspol. Drużyna wojskowa, która występowała w Przejściowej lidze, otrzymała nazwę CSKA Kijów. W tym sezonie CSKA-Borysfen Boryspol awansował do Wyższej ligi, a CSKA do Drugiej ligi.
Na początku sezonu 1995/96 CSKA-Borysfen przeniósł się do Kijowa, zmieniając nazwę na CSKA-Borysfen Kijów. W debiutowym sezonie w Wyższej lidze zajął dość wysokie czwarte miejsce. W sezonie 1996/97 w klubie nastąpił rozłam, wojskowi chcieli mieć własny klub w Wyższej lidze. Klub zmienił nazwę na CSKA Kijów, a druga drużyna, która akurat awansowała do Pierwszej ligi, przyjęła nazwę CSKA-2 Kijów. Współwłaściciele klubu z Boryspolu zostali z niczym, ale natychmiast przywrócili nowy klub Borysfen Boryspol w Drugiej lidze.
Na przełomie wieku XX a XXI wojsko nie było w stanie utrzymać klubu w Wyższej lidze, więc w 2001 roku przekazał go miastu. Na bazie CSKA Kijów powstał nowy klub Arsenał Kijów. Ale klub wojskowy nie zniknął. Druga drużyna CSKA-2 Kijów, która dalej występowała w Pierwszej lidze, zmieniła nazwę na CSKA Kijów i kontynuowała historię wojskowego klubu.
W sezonie 2007/08 klub zajął 19.miejsce w Pierwszej lidze i spadł do Drugiej ligi. W sezonie 2008/09 startował w rozgrywkach Drugiej ligi, ale na początku września 2009 z przyczyn finansowych został rozwiązany.
Juniorskie drużyny CSKA nadal uczestniczyły w amatorskich mistrzostwach Kijówa. Dopiero, w maju 2019 r. zreorganizowano strukturę klubu, i zapowiedziano start zespołu dorosłego w rozgrywkach profesjonalnych.

## Barwy klubowe, strój, herb, hymn
|  |  |  |

Klub ma barwy czerwono-czarno-białe. Zawodnicy domowe spotkania zazwyczaj grają w czerwonych koszulkach, białych spodenkach oraz czarnych getrach.
Logo klubu to stylizowany wizerunek pięcioramiennej gwiazdy koloru purpurowego na okrągłej tarczy. W heraldyce pięcioramienna gwiazda pentagramu symbolizuje bezpieczeństwo i służy jako rodzaj ochronnego talizmanu - symbolu wojska. Jednocześnie jest to biała litera „A”, która oznacza Armia. U górnej części tarczy koloru czarnego jest biały napis Futbolowy Klub CSKA-Kijów w języku angielskim, a na dole w języku ukraińskim. Czarną tarczę owija purpurowe koło.

## Sukcesy

### Trofea międzynarodowe
| \| \| Zdobyte trofea w rozgrywkach międzynarodowych (stan na: 31-05-2019) \| |                                                                     |      |          |
| Rozgrywki                                                                    | Osiągnięcie                                                         | Razy | Sezon(y) |
| · Liga Europy · (Puchar UEFA)                                                | zdobywca                                                            | 0    |          |
| · Liga Europy · (Puchar UEFA)                                                | finalista                                                           | 0    |          |
| · Liga Europy · (Puchar UEFA)                                                | 2.runda                                                             | 1    | 2001/02  |
| FIFA                                                                         | Zdobyte trofea w rozgrywkach międzynarodowych (stan na: 31-05-2019) |      |          |

### Trofea krajowe
Ukraina
| \| \| Zdobyte trofea w rozgrywkach Ukrainy (stan na: 31-05-2019) \| |                                                            |      |                  |
| Rozgrywki                                                           | Osiągnięcie                                                | Razy | Sezon(y)         |
| · Mistrzostwo                                                       | I miejsce                                                  | 0    |                  |
| · Mistrzostwo                                                       | II miejsce                                                 | 0    |                  |
| · Mistrzostwo                                                       | III miejsce                                                | 0    |                  |
| · Mistrzostwo                                                       | 4.miejsce                                                  | 1    | 1995/96          |
| Puchar                                                              | zdobywca                                                   | 0    |                  |
| Puchar                                                              | finalista                                                  | 0    |                  |
| Puchar                                                              | finalista                                                  | 2    | 1997/98, 2000/01 |
| II liga                                                             | I miejsce                                                  | 0    |                  |
| II liga                                                             | II miejsce                                                 | 0    |                  |
| II liga                                                             | III miejsce                                                | 0    |                  |
| II liga                                                             | 7.miejsce                                                  | 1    | 2004/05          |
| Ukraina                                                             | Zdobyte trofea w rozgrywkach Ukrainy (stan na: 31-05-2019) |      |                  |

- Druha liha (D3):
  - mistrz (1x): 1995/96 (grupa A)

ZSRR
| \| \| Zdobyte trofea w rozgrywkach Związku Radzieckiego (stan na: 1-01-1992) \| |                                                                        |      |                                                                                      |
| Rozgrywki                                                                       | Osiągnięcie                                                            | Razy | Sezon(y)                                                                             |
| Mistrzostwo                                                                     | I miejsce                                                              | 0    |                                                                                      |
| Mistrzostwo                                                                     | II miejsce                                                             | 0    |                                                                                      |
| Mistrzostwo                                                                     | III miejsce                                                            | 0    |                                                                                      |
| Puchar                                                                          | zdobywca                                                               | 0    |                                                                                      |
| Puchar                                                                          | finalista                                                              | 0    |                                                                                      |
| Puchar                                                                          | półfinalista                                                           | 1    | 1952                                                                                 |
| II liga                                                                         | I miejsce                                                              | 0    |                                                                                      |
| II liga                                                                         | II miejsce                                                             | 3    | 1966 (2 gr.ukraińska), 1968 (1 gr.ukraińska), 1969 (3 gr.ukraińska)                  |
| II liga                                                                         | III miejsce                                                            | 4    | 1948 (gr.ukraińska), 1949 (gr.ukraińska), 1955 (1 gr.ukraińska), 1967 (gr.ukraińska) |
|                                                                                 | Zdobyte trofea w rozgrywkach Związku Radzieckiego (stan na: 1-01-1992) |      |                                                                                      |

- Klass B/Wtoraja liga (D3):
  - mistrz (1x): 1980 (finał 3)
  - wicemistrz (4x): 1964 (gr.ukraińska), 1965 (gr.ukraińska), 1977 (2 gr.ukraińska), 1979 (2 gr.ukraińska)
  - 3.miejsce (3x): 1978 (gr.ukraińska), 1983 (6 gr.ukraińska), 1986 (6 gr.ukraińska)

## Poszczególne sezony

### Rozgrywki międzynarodowe

#### Europejskie puchary
Legenda do wszystkich tabel:
- Q – runda eliminacyjna, 1/16, 1/8, 1/4, 1/2 – odpowiednia faza rozgrywek, Grupa – runda grupowa, 1r gr – pierwsza runda grupowa, 2r gr – druga runda grupowa, F – finał, R – runda, PO – play-off
- k. – rzuty karne, los. – losowanie, Dogr. – dogrywka, w. – zasada bramek strzelonych na wyjeździe

| Sezon   | Rozgrywki                 | Runda | Przeciwnik       | Dom | Wyjazd | Ogólnie |
| ------- | ------------------------- | ----- | ---------------- | --- | ------ | ------- |
| 1998/99 | Puchar Zdobywców Pucharów | Q     | Cork City        | 2–1 | 0–2    | 2–3     |
| 2001/02 | Puchar UEFA               | Q     | FC Jokerit       | 2–0 | 2–0    | 4–0     |
| 2001/02 | Puchar UEFA               | 1R    | FK Crvena zvezda | 3–2 | 0–0    | 3–2     |
| 2001/02 | Puchar UEFA               | 2R    | Club Brugge      | 0–2 | 0–5    | 0–7     |

### Rozgrywki krajowe
| \| \| Bilans występów klubu w rozgrywkach piłkarskich Związku Radzieckiego (Stan na 31 grudnia 1992 r.) \| |                                                                                                   |        |       |   |   |   |    |    |     |                                                       |        |        |      |
| Poziom | Rozgrywki                                                                                         | Sezony | Mecze | Z | R | P | B+ | B– | Pkt | Lata                                                  | Awanse | Spadki | Naj. |
| I | Wysszaja Liga                                                                                     | 0      |       |   |   |   |    |    |     |                                                       |        |        |      |
| II | Wtoraja gruppa/Klass B/Klass A, 2 gruppa/Pierwaja liga                                            | 19     |       |   |   |   |    |    |     | 1947–1949, 1952–1958, 1961–1962, 1966–1970, 1981–1982 | 0      | 5      | 2    |
| III | Klass B/Wtoraja liga                                                                              | 20     |       |   |   |   |    |    |     | 1950–1951, 1963–1965, 1971–1980, 1983–1987            | 3      | 1      | 1    |
| IV | Mistrzostwa USRR/Wtoraja nizszaja liga                                                            | 4      |       |   |   |   |    |    |     | 1988–1991                                             | 1      | 0      | 1    |
| | Puchar ZSRR                                                                                       | 24     |       |   |   |   |    |    |     | 1947–1988                                             | 0      | 0      | 1/2  |
| | Bilans występów klubu w rozgrywkach piłkarskich Związku Radzieckiego (Stan na 31 grudnia 1992 r.) |        |       |   |   |   |    |    |     |                                                       |        |        |      |

| \| Ukraina \| Bilans występów klubu w rozgrywkach piłkarskich Ukrainy (Stan na 31 maja 2019 r.) \| \| |                                                                                   |        |       |   |   |   |    |    |     |                             |        |        |      |
| Poziom                                                                                                | Rozgrywki                                                                         | Sezony | Mecze | Z | R | P | B+ | B– | Pkt | Lata                        | Awanse | Spadki | Naj. |
| I | Wyszcza liha/Premier-liha                                                         | 6      |       |   |   |   |    |    |     | 1995–2001                   | 0      | 1      | 4    |
| II | Persza liha                                                                       | 8      |       |   |   |   |    |    |     | 1992, 2001–2008             | 0      | 1      | 7    |
| III                                                                                                   | Druha liha                                                                        | 4      |       |   |   |   |    |    |     | 1992/93, 1995/96, 2008–2009 | 1      | 1      | 1    |
| IV | Perechidna liha/Tretia liha                                                       | 2      |       |   |   |   |    |    |     | 1993–1995                   | 1      | 0      | 1    |
| | Puchar Ukrainy                                                                    | ?      |       |   |   |   |    |    |     | 1992–2009                   | 0      | 0      | 2    |
| Ukraina                                                                                               | Bilans występów klubu w rozgrywkach piłkarskich Ukrainy (Stan na 31 maja 2019 r.) |        |       |   |   |   |    |    |     |                             |        |        |      |

## Piłkarze, trenerzy, prezydenci i właściciele klubu

### Trenerzy
... 
- 1946:  Mykoła Bałakin
- 1947–1953:  Mykoła Machynia
- 1954:  Mykoła Kuzniecow
- 1955–1956:  Nikołaj Szkatułow
- 1957–1958:  Wiktor Czistochwałow
- 1959–1961:  Mykoła Machynia
- 1962:  Anatolij Bohdanowycz

...
- 1964–1966:  Mykoła Fominych
- 1967–1968:  Władimir Mieńszykow
- 1969:  Wołodymyr Bohdanowycz
- 1970:  Nikołaj Manoszyn
- 1971–1973:  Anatolij Bohdanowycz

...
- 1976–1977:  Jurij Wojnow
- 1978:  Jożef Sabo
- 1978:  Wjaczesław Semenow
- 1979:  Wołodymyr Troszkin
- 1980:  Aleksiej Mamykin
- 1981–1982:  Wołodymyr Muntian
- 1983–1986:  Wiktor Fomin
- 1987:  Wiktor Malcew

...
- 1990–1991:  Serhij Kaczkarow
- 03.1992–11.1992:  Ołeh Feszczukow
- 03.1993–04.1993:  Wiktor Iszczenko
- 05.1993:  Anatolij Demjanenko (p.o.)
- 06.1993–07.1993:  Wiktor Iszczenko (p.o.)
- 07.1993–06.1994:  Wołodymyr Bezsonow
- 07.1994–12.1994:  Wołodymyr Łozynski
- 03.1995–05.1996:  Mychajło Fomenko
- 05.1996–06.1996:  Wiktor Czanow (p.o.)
- 07.1996–06.1997:  Wołodymyr Łozynski
- 07.1997–11.1997:  Serhij Morozow
- 12.1997–02.1998:  Ołeksandr Sztelin
- 02.1998–06.2000:  Wołodymyr Bezsonow
- 07.2000–06.2001:  Mychajło Fomenko
- 07.2001–12.2001:  Ołeh Kuzniecow
- 12.2001–11.2003:  Wołodymyr Łozynski
- 03.2004–11.2005:  Wasyl Jewsiejew
- 03.2006–06.2007:  Jurij Maksymow
- 07.2007–06.2008:  Serhij Rewut
- 07.2008–08.2009:  Andrij Kowtun

### Prezydenci
- 1935–1937: Iona Jakir (dowódca Kijowskiego Okręgu Wojskowego)
- 1937–1938: Iwan Fiedko
- 1938–1940: Siemion Timoszenko
- 1940–1941: Gieorgij Żukow
- 1945–1953: Andriej Grieczko
- 1953–1960: Wasilij Czujkow
- 1960–1965: Piotr Koszewoj
- 1965–1967: Iwan Jakubowski
- 1967–1969: Wiktor Kulikow
- 1969–1975: Grigorij Sałmanow
- 1975–1984: Iwan Gierasimow
- 1984–1989: Władimir Osipow
- 1989–1990: Boris Gromow
- 1991–1992: Wiktor Czeczewatow
- 1992: Wałentyn Boryskin
- 1992: Heorhij Żywycia (naczelnik Sił Zbrojnych Ukrainy)
- 1992: Wasyl Sobkow
- 1992–1993: Iwan Bażan
- 1993–1996: Anatolij Łopata
- 1996–1998: Ołeksandr Zatynajko
- 08.1998–12.2003: Ołeksandr Danylczuk (Prezes Honorowy klubu)
- 1998–1999: Wiktor Topołow (Prezes klubu)
- 1999–2000: Andrij Artemenko (Prezes klubu)

...
- 200?–2009: Dmytro Krawczenko

## Struktura klubu

### Stadion
Klub piłkarski rozgrywa swoje mecze domowe na stadionie CSK ZSU (CSKA) w Kijowie, który może pomieścić 12 000 widzów.

### Inne sekcje
Klub prowadzi drużyny dla dzieci i młodzieży w każdym wieku.

### Sponsorzy
Sponsorem technicznym od 1998 do 2000 była amerykańska firma Reebok, a w sezonie 2000/01 firma Puma SE. Sponsorem głównym do 2001 było Ministerstwo Obrony Ukrainy, a potem firmy prywatne.

## Kibice i rywalizacja z innymi klubami

### Kibice
Kibice CSKA nadal istnieją, chociaż klub nie grał zawsze w rozgrywkach zawodowych. Obecnie walczą o odrodzenie występów klubu na poziomie profesjonalnym.

### Rywalizacja
Największymi rywalami klubu są inne zespoły z miasta oraz wojskowymi klubami z innych miast.

### Derby
- Dynamo Kijów
- Arsenał Kijów
- Obołoń Kijów
- SKA Odessa
- SKA Lwów